# قطعنامه ۸۳۰ شورای امنیت
قطعنامه ۸۳۰ شورای امنیت سازمان ملل متحد که در تاریخ ۲۶ مه ۱۹۹۳ تصویب شد، سندی بین‌المللی دربارهٔ اسرائیل-جمهوری عربی سوریه است. این قطعنامه طی نشست ۳۲۲۰ام با ۱۵ رای موافق، ۰ مخالف و ۰ ممتنع تصویب شد.